# 피터즈버그군

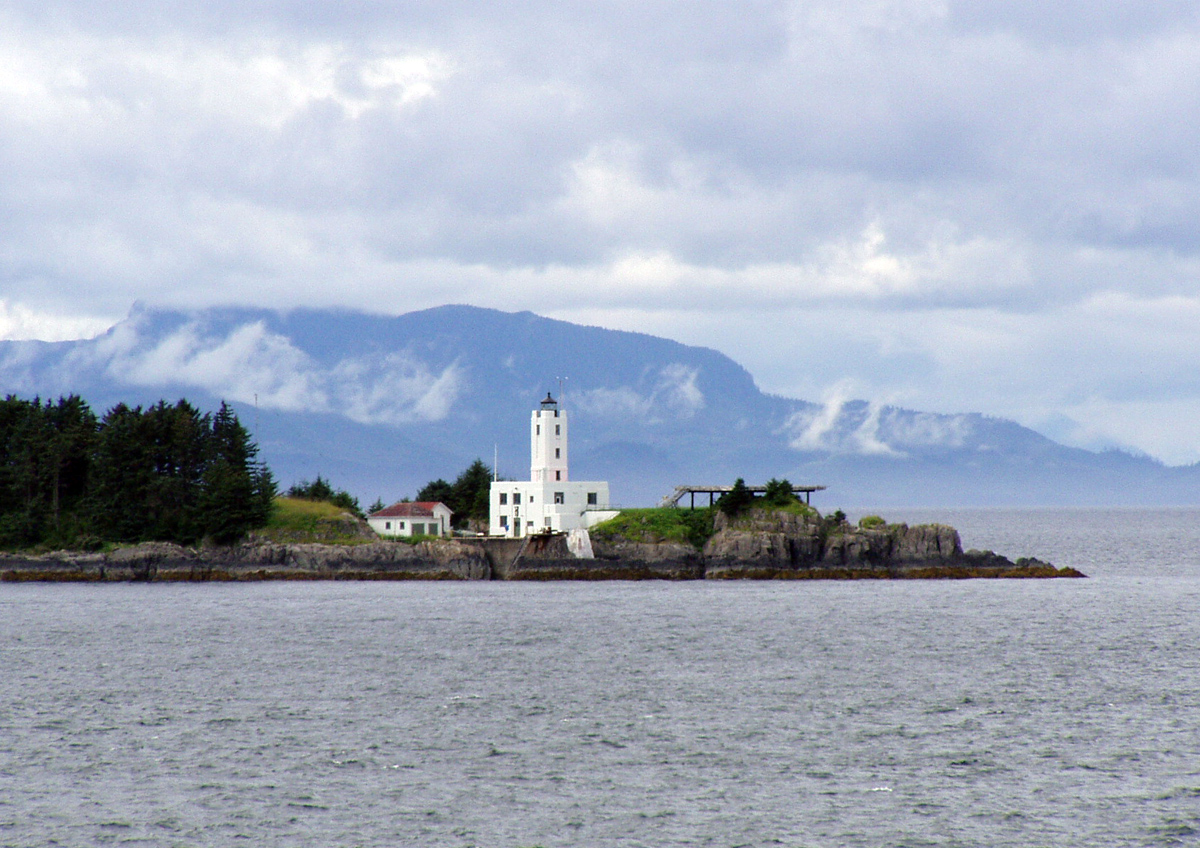

피터즈버그군 또는 피터즈버그 버러(Petersburg Borough)는 미국 알래스카주에 위치한 군이다. 인구조사 추정치에 따르면 2019년 기준으로 인구 수는 3,266명이다.